# Beni R. Lobel
Beni R. Lobel (Valladolid, 26 de septiembre de 1975) es un artista de historietas español afincado en Barcelona. Trabaja fundamentalmente para el mercado estadounidense, aunque ha publicado también diversas obras para editoriales españolas y francesas.

## Biografía
Nacido en Valladolid, se crio en la ciudad de Barcelona desde los 4 años. Estudió dibujo de cómic e ilustración en la Escola Joso mientras combinaba su tiempo con el trabajo y su interés por la música, tocando y actuando con varios grupos de rock.
En 2001 colaboró en diversos fanzines y revistas de cómic independientes junto a su amigo guionista Manel Villena. A partir de los siguientes años comienza su carrera profesional trabajando como ilustrador para diversas empresas de publicidad españolas, editoriales de novelas juveniles y diversas compañías.
En 2008 comienza su colaboración con la revista de ficción oscura Cthulhu, colaboración que se mantiene hoy en día, trabajando con los guionistas Alex Ogalla y Manuel Mota Sánchez.
Entró en el mercado francés en 2010 con la obra L'enigme junto al guionista LeFab para la editorial Kantik, y posteriormente con su trabajo en L'unitè Noiré, guionizado por Alex Wanner para la editorial Physalis.
En el mercado estadounidense debutó en la editorial IDW Publishing con las series Gi Joe: Cobra Command, y Gi Joe: Snake Eyes, con guiones de Chuck Dixon y Mike Costa, y en True Blood junto al guionista Michael McMillian. Para DC Comics ha trabado en la serie Beyond the Fringe junto a Christine Lavaf y Joshua Jackson, y en los teaser cómics semanales de la serie de televisión Arrow.
En 2012 dibujó la precuela oficial de la película After Earth titulada After Earth: Innocence junto a los guionistas Robert Greenberger y Michael Jan Friedman publicada por la editorial Random House.

## Estilo
Su estilo de dibujo se caracteriza por un uso del claroscuro bien definido y las escenas atmosféricas muy texturizadas. En cuanto a las figuras y expresiones tiende a un estilo muy realista, casi fotográfico.